# 誕生 〜Debut〜
『誕生 〜Debut〜』（たんじょう デビュー）は、1993年6月25日にNECアベニューが発売したPC-9801用育成シミュレーションゲーム。前年に発売された『卒業 〜Graduation〜』（ジャパンホームビデオ）の姉妹作に当たり、弱小プロダクション所属のアイドル3人をトップスターに育て上げるのが目的。「卒業」には登場しなかった「ライバル」という存在がプレイに幅をもたせるようになっている。
本項ではOVAやドラマCD、続編のDEBUT21についても記述する。

## ストーリー
プレイヤーは、零細芸能プロ「ジャックショウ・プロダクション」の新人マネージャー。ジャックショウ・プロは新人オーディションに参加した中で残った伊藤、藤村、田中の3人をスカウトし、アイドルの卵3人の担当マネージャーとなったプレイヤーにアイドル大賞獲得を命じる。
ジャックショウ・プロ所属のアイドルとしてユニットを組んだ３人とマネージャーは、与えられる予算内で彼女たちを養成、2年間のレッスン、活動を通しアイドル大賞グランプリ受賞を目指す。その過程には他のプロダクションからもライバルとなる女の子たちが多くデビューしてくる。

## 登場人物
ヒロイン3人はゲーム中で1組のユニットを結成するが、アイドル大賞の結果次第ではソロデビューや女優への転身、マネージャーとの結婚など別の道を歩む場合がある。
3人のユニット名はプレイヤーが任意に設定でき、正式な名称は存在しないが、例外としてワンダースワン版のみ「DEBUT」というユニット名で固定されている。また、メディアミックス作品群ではそれぞれに「トライクル」（OVA・ドラマCD版）、「ピュアーズ」（小説版）、「P/Rhythm」（コミック版）というユニット名が設定されている。

### ヒロイン
マネージャーとしてプレイヤーが相手にすることになる3人は、自分勝手で、気まぐれで、傷つきやすい女の子。キライなレッスンは勝手にサボるし、夜遊びの疲れですぐに寝込む。この3人は性格も特徴もバラバラという設定。しかしアイドルとしての評価は3人が1組で決められることになるためプレイヤーは3人を同時に相手にすることになり、最低でも他のメンバーの足を引っ張ることのないように、それぞれの苦手なところを鍛える必要がある。パラメータ数値とレッスンの種類はそれぞれ9種類。パラメータが極端に下がると病気や不良になる。数値を的確に上昇させるレッスンの把握だけでなく、アイドルがレッスンをサボってしまわない様に、マネージャーへの信頼度の低下予防にも気を配る必要がある。
3人の名前はいずれもキャンディーズに由来。
伊東 亜紀（いとう あき）
声：冨永みーな
キャッチフレーズ：「元気爆発パワフル娘」
3月27日生まれ（おひつじ座）、血液型はO型。身長161cm、B 82 / W 55 / H 84。
横浜市出身の16歳。運動神経が良く、演技力が長所。体力は高いのだが、マネージャーには最初は反抗的でもあり、熱意や教養といったサブパラメータが若干低め。男勝りな気性が周囲との衝突を予想される。元気な取り柄で物事をはっきり言い、考えるよりも行動派。将来の夢は、舞台を中心とした女優になる事。
藤村 さおり（ふじむら さおり）
声：笠原弘子
キャッチフレーズ：「純情可憐な大和撫子」
5月24日生まれ（ふたご座）、血液型はAB型。身長164cm、B 87 / W 59 / H 88。
静岡県清水市（現・静岡市清水区）出身。他の2人より1歳上の17歳で、お姉さん的存在。ピアノの演奏や歌唱力が長所で、教養の初期値も高い。温和で感情のコントロールも容易な知性派。年長の割に引っ込み思案で体力が一番低く、コンディションを崩しやすいのが難点。なお、フジテレビジョン所属の同姓同名のアナウンサー（→藤村さおり）が実在するが、無関係。将来の夢は、自分自身で作詞と作曲をして歌うことである。
田中 久美（たなか くみ）
声：かないみか
キャッチフレーズ：「ふわふわのエンジェルっ子」
12月15日生まれ（いて座）、血液型はB型。身長152cm、B 78 / W 54 / H 82。
札幌市出身の16歳。歌も演技も今ひとつだが、明るくてタレント性が高い。パラメータでは教養が三人の中で一番低いが、かなりの自信家でもあり、魅力が三人中最大。
上記の配役は、PC-Engine版以降のもの。PC-9821版、及びCD-ROM版として最初に発売されたFM TOWNS版では、伊東→笠原弘子、藤村→冨永と配役が逆転している。

### ライバル
小暮 由佳（こぐれ ゆか）
声：日髙のり子
キャッチフレーズ：「アイドル最終兵器」
所属事務所：ゲシプロモーション
5月17日生まれ（おうし座）、血液型はB型。身長162cm、B 84 / W 55 / H 86。
作曲家の父と脚本家の母を持ち、英才教育で素質に一層の磨きをかけた実力派。父親が業界に多大なコネを持つ、17歳の大型新人。事務所の力も強く、2年後のアイドル大賞でグランプリの大本命と目されている。全てのライバルの中で総合値では最高のパラメータを持つ。ゲーム版・CDドラマ版では嫌味な性格が強調されてばかりだが、小説版では初めこそ三人に意地悪く当たるものの、後に三人のよき理解者になる（特に伊東とは親友と言っても良い関係である）など、精神的に成長していく様が強調されており、親の七光りだけでない、実力派アイドルらしさを見せている。
鈴麗（りんれい）
声：皆口裕子
キャッチフレーズ：「大熊猫的美少女」
所属事務所：XKD企画
12月13日生まれ（いて座）、血液型はO型。身長155cm、B 76 / W 54 / H 78。
15歳の中国人タレント。中国歌劇団を最年少ながらも優秀な成績で卒団。事務所の力もなかなか大きい。ゲーム上では本田みすずよりダークホース的な存在になることが多く、ベストエンディングを目指すなら注意しなければならないライバルの一人。CDドラマ版では中国拳法の達人であり、ファンの集いで100人組み手を行い全員打ち倒してしまうなどとなっている。
本田 みすず（ほんだ みすず）
声：川村万梨阿
キャッチフレーズ：「地球にやさしい19歳」
所属事務所：シン　エージェンシー
6月13日生まれ（ふたご座）、血液型はA型。身長165cm、B 84 / W 56 / H 85。
19歳の演技派で、アイドル大賞のダークホース的存在。雑誌モデルからのスカウトを機に転向した異色派アイドル。エッセイを書くのが趣味だからか、教養のパラメータも高い。
柿崎 涼子（かきざき りょうこ）
声：佐久間レイ
キャッチフレーズ：「16ビートのニューフェイス」
所属事務所：オフィス・タケイ
9月12日生まれ（おとめ座）、血液型はO型。身長168cm、B 88 / W 57 / H 88。
17歳のロックヴォーカリスト。アマチュア時代からロックバンドを率いていた。CDドラマ版では楽器を手放すと性格が変わり泣き出してしまう。
綾瀨 未緒（あやせ みお）
声：島本須美
キャッチフレーズ：「浪速が生んだ演歌の女王」
所属事務所：ゴン　エンターティメント
1月5日生まれ（やぎ座）、血液型はA型。身長164cm、B 84 / W 61 / H 85。
22歳の演歌歌手。CDドラマ版では趣味が年寄りくさいのを無理して若作りしようとする、というギャグキャラの一面を覗かせていた。
成沢 みかん（なるさわ みかん）
声：三石琴乃
キャッチフレーズ：「果汁100%のビタミン娘」
所属事務所：劇団ムロ
3月19日生まれ（うお座）、血液型はAB型 身長138cm、B 68 / W 52 / H 71。
13歳で、アイドル大賞エントリー中最年少の超天才子役。うるさ型の母親がマネージャー。熱狂的なファンがいる。CDドラマ版では普段はぶりっ子しており、本来の性格はかなり怖いように描かれている。国民的アイドルを目指す。
楠 忍（くすのき しのぶ）
声：天野由梨
キャッチフレーズ：「聞いて極楽、見て至極」
所属事務所：ムツキ　プランニング
6月8日生まれ（ふたご座）、血液型はAB型。身長166cm、B 96 / W 58 / H 90。
20歳のセクシー系女優。青年誌で肉感的魅力を披露して人気を得た。そのグラマラスな肢体の魅力から男性のファンが特に多いが、ゴシップも多く、よくワイドショーを賑わせている。

### OVA、CDドラマのみ登場
相田 幸子（あいだ さちこ）
声：椎名へきる
キャッチフレーズ：「切り札はスイートハート」
所属事務所：ハラダ・プロ
3月12日生まれ（うお座）、血液型はA型。身長150cm、B 80 / W 55 / H 80。
伊東・田中・藤村とドラマで共演する15歳の新人アイドル。かなりの天然で、ドジっ子。三人の中では特に似たもの同士である田中と仲が良い。出身地は伊東と同じで横浜市。彼女のみ、プロフィール欄の体重が「秘密」となっている。

## メディアミックス関連商品
本作も『卒業 〜Graduation〜』と同様にOVAや漫画連載など様々な形でメディアミックスが展開された。

### OVA
誕生 〜Debut〜　Vol.1
1994年10月21日発売 SRVW-1685（VHS）、SRLW-1685（LD）
誕生 〜Debut〜　Vol.2
1994年12月21日発売 SRVW-1686（VHS）、SRLW-1686（LD）
誕生 〜Debut〜
2002年7月24日発売 SVWB-7101（DVD）
1994年にソニー・ミュージックエンタテインメントよりVHS、LDで発売。全2巻。2002年7月にSME・ビジュアルワークスより既発2巻の内容を同時収録しDVD化されている。
ストーリーはゲーム本編からは独立した劇中劇で、ドラマのオファーが来た伊東・田中・藤村の3人が同じ役名の登場人物を演じる設定になっており、オープニングはそのドラマのメイキングとなっている。また、OVAオリジナルの共演者・相田幸子が重要な役どころで登場する他、本編中のライバル7人もチョイ役が多いが様々な形で登場する。
OPテーマおよびEDテーマ、劇中印象的なシーンで流れるテーマは、主に後述のサウンドトラックCD『誕生 〜Debut〜 ヴォーカル・コレクション』内の曲を使用している。
1. つま先で、恋 : 劇中主人公は、伊東。ある日、偶然出会った男の子に恋をする。
2. ディア・マイ・フレンド : 劇中主人公は、藤村。小学校のとき、皆で埋めたタイムカプセル。10年が経ち、それを掘り出す。

スタッフ
- 原作 - HEAD ROOM
- 監督・絵コンテ - 望月智充
- 脚本 - 坂本郷
- キャラクターデザイン・作画監督 - 田中比呂人
- 美術監督 - 金子英俊
- 撮影監督 - 沖野雅英
- 編集 - 森田清次
- 音楽 - 京田誠一
- 音響監督 - 本田保則
- プロデューサー - 肥田光久、池口和彦、丸田彰
- 制作協力 - スタジオぴえろ
- 制作 - アニメイトフィルム
- 製作・著作 - ソニー・ミュージックエンタテインメント、ムービック

オープニングテーマ
「わたしを自慢に思って」
作詞 - 白峰美津子 / 作曲 - 浅田直 / 編曲 - 京田誠一 / 歌 - 冨永みーな、笠原弘子、かないみか

エンディングテーマ
「サヨナラに触れない」
作詞 - 白峰美津子 / 作曲 - 浅田直 / 編曲 - 京田誠一 / 歌 - 冨永みーな、笠原弘子、かないみか

挿入歌
「想い出の足あと」
作詞 - AKIKO / 作曲 - 小西真理 / 編曲 - 京田誠一 / 歌 - 冨永みーな
「恋のちから」
作詞 - 白峰美津子 / 作曲 - 渡辺未来 / 編曲 - 京田誠一 / 歌 - かないみか
「だから私がいる」
作詞 - 平河みえ子 / 作曲 - 藤井美保 / 編曲 - 京田誠一 / 歌 - 笠原弘子

### サウンドトラック・ドラマCD
NECアベニュー
誕生 -DEBUT-
1994年8月21日発売 NACL-1161（アベニュー・コレクション版 1998年10月21日発売 COCX-30146）
作中に登場するキャラクターソングをベストテン形式で紹介するサウンドトラックCD。
曲間をつなぐDJとしてミッチェル・レイが参加。
誕生S オリジナル・サウンドトラック完全収録版
1996年6月1日発売 NACL-1217（アベニュー・コレクション版 1998年10月21日発売 COCX-30147）
誕生S ボーカル・コレクション セガサターン版
1996年7月20日発売 NACL-1220（アベニュー・コレクション版 1998年10月21日発売 COCX-30148）
ボイス・チャレンジャーVol.4 〜誕生編〜
1996年8月21日発売 NACL-1256 - 1257
『センチメンタルグラフティ』のオーディション企画「ボイス・チャレンジャー」より派生しリリースされたドラマCD。
2枚組で、1枚は特定のキャラの音声が抜かれており付属台本に合わせてアフレコを行う趣向となっている。
設定は先に発売されたSME版ドラマCDを踏襲している。

ソニー・ミュージックエンタテインメント
誕生 〜Debut〜 ヴォーカル・コレクション
1994年10月1日発売 SRCL-2978
誕生 〜Debut〜 ドラマティック・コレクション
1. 1994年11月2日発売 SRCL-2979
2. 1994年12月1日発売 SRCL-2980

OVAの設定を引き継いだドラマCD。ただし、ゲーム本編の設定に近い内容となっている。

### イメージソングCD
日本コロムビア
FOREVER DREAM　サブリナ
1993年7月21日発売 CODA-221
「誕生-Debut-」～FOREVER DREAMS～　サブリナ
1993年9月21日発売 COCA-11011（オンデマンドCD版 2009年10月19日発売 CORR-10519）

サブリナは桜井智（現：櫻井智）・岩瀬由加子・岡美奈子（現：田口美奈子）の３人からなるアイドルユニット。初代PC-9801版の発売に合わせ、テーマソングCDシングルとミニアルバムをリリースした。ゲームのプロモーションのために結成されたユニットだが、歌番組の出演やコンサート等、純粋なアイドル歌手としての活動も行われた。

### 関連出版物
原画集
誕生 〜Debut〜 設定資料集（ムービック）
1993年12月1日初版 ISBN 4896010876
誕生 竹井正樹 原画集II（I.D.S.）
原画家本人により同人誌として発行。イベントでの頒布の他、各種プロモーションにてプレゼント景品として配布された。
1993年10月3日初版

ガイドブック
誕生 〜Debut〜 スター養成講座（アスキー）
1994年10月初版 ISBN 4893662856
誕生S パーフェクトガイド（ソフトバンクパブリッシング）
1996年7月初版 ISBN 4797300213

ノベライゼーション
誕生 夢・輝いて（大倉らいた / メディアワークス〈電撃文庫〉）
1994年9月25日初版 ISBN 4073019317

コミックス
誕生〜Debut〜（アンソロジー / ホビージャパン〈ホビージャパンコミックス〉）
ホビージャパン刊行コミックマスター収録作品などをまとめたアンソロジー集。18名の作家が参加。
1993年11月25日初版 ISBN 4894250098
誕生〜Debut（蘭宮涼 / メディアワークス〈電撃コミックスEX〉）
電撃大王（現：月刊コミック電撃大王）が不定期刊行の増刊であった1994年10月から1996年7月にかけて連載された。作画・蘭宮涼。
1996年9月25日初版 ISBN 4073051598
その他、未単行本化作品として、みのり書房刊行月刊OUTにて、OVA版とのタイアップコミック『誕生』が1994年6月号より1995年2月号まで連載された。OUT版コミックの作画は近永健一による。

## スペシャル版
誕生 激闘篇
PCエンジン版の発売延期に際し、『PCエンジンファン』誌との連動企画「あーっと驚くプレゼント」にて製品版購入者から抽選で20名にプレゼントされたSUPER CD-ROM²用ソフト。なお、同キャンペーンでは、抽選で80名に古川登志雄と嶋方淳子がナレーション出演した「誕生 プロモーションビデオ」も景品の一つとして用意された。
製品版との違いとして、誌上にて下記の仕様が発表された。
- ディスクに開発用のCD-ROM（MITSUI GOLD AIRY-74）をそのまま流用しており、ラベル面に多部田俊雄直筆で「DEBUT激闘篇」とタイトルが書かれている。
- すぐに「不機嫌」状態となる。またレッスンを組んでも「サボり」が頻繁に発生してしまい、開発者でさえまともなエンディングを見る事が出来ないほど難易度が高く設定されている。

## DEBUT 21
『DEBUT 21』（デビュー21）は、1998年9月10日にNECインターチャネルがプレイステーションで発売した続編。時は2020年、プレイヤーはネオ・エナジー・コミュニティ社が開発した芸能プロダクションの担当マネージャーとなり、1月1日から12月31日までの1年間の活動期間でアイドル大賞受賞を目指す。ゲームの特徴として育成対象であるアイドル、神崎アイがアンドロイドという設定であるため、アイは当初機械的な返事しかしないが、ゲームを進めるにつれ人間らしい感情表現を見せていくようになる。また、パラメータの向上方法は前作同様レッスンを行う以外に、アンドロイドという設定を生かして「仕事で稼いだお金でより高性能なパーツを入手して交換する」という方法もある。これにより、従来の育成シミュレーションとはひと味違う要素が盛り込まれている。
| 神崎アイのパラメーター         | 神崎アイのパラメーター                    |
| ------------------------------ | ----------------------------------------- |
| SONG (歌唱力)                  | レッスンや仕事で上げることができる。      |
| DANCE (ダンス技能)             | レッスンや仕事で上げることができる。      |
| ACT (演技力)                   | レッスンや仕事で上げることができる。      |
| TALK (トーク技能)              | バラエティ番組の成功率に関係する。        |
| CHARM (可愛らしさ)             | グラビアなどの成功率に影響する。          |
| WISDOM (賢さ)                  | クイズ番組などの成功率に影響する。        |
| EMOTION (感情)                 | デートで数値アップ。                      |
| TRUST (マネージャーへの信頼度) | デートによって数値変動。                  |
| STABILITY (ハードの安定性)     | 徐々に減少し、0になると行動できなくなる。 |
| ENERGY (エネルギー量)          | チャージして数値を上げられる。            |

前作『誕生 〜Debut〜』のヒロイン3人娘もレッスン指導者として登場する。画面上のキャラクターは全てポリゴンで表示されており、キャラクターの動きはモーションキャプチャにより実際の役者の動きから取られ、表情変化の描画にはマイム技術が採用されている。
アイドル大賞の受賞結果は一年分のランキング順位の累計で決定されるため、結果の如何によりアイの運命が変わるというマルチエンディング仕様となっている。

### 登場人物

#### ヒロイン
- 神崎アイ

声：野上ゆかな
2004年1月1日生まれ、血液型はAB型。身長158cm、B 82 / W 55 / H 85（以上公称データ）。
ヒューマンタイプのアンドロイド。開発番号I-D21TP3。
永遠に歳をとらない16歳の人工生命体として造られたが、技術的限界により約1年間しか活動を維持できない。アイドル活動をしながらデータを収集することを目的に作られた。

#### ライバル
- 真木ちさ

声：中川亜紀子
2005年10月23日生まれ、血液型はO型。身長156cm、B 80 / W 56 / H 83。年齢14歳
少年のような新人アイドル。抜群の運動神経とリズム感を持ち、ダンスが得意。感情の起伏が激しく気まぐれだが、根は素直で明るい。
- 坂井ゆう子

声：柳原みわ
2003年6月7日生まれ、血液型はA型。身長160cm、B 84 / W 56 / H 86。年齢16歳
頭の回転が速いマルチタレント型のアイドル。お笑い番組の盛り上げ役、クイズ番組の解答者、情報番組のリポーターなど、特にトークを中心とした仕事には抜群の適応力をみせる。性格はごく普通の女の子だが、親しみやすいキャラクターとして常に高い好感度をキープしている。
- 沢田ゆり

声：長沢美樹
2000年12月20日生まれ、血液型はB型。身長166cm、B 87 / W 60 / H 88。年齢19歳
活躍中のグラビアアイドル。声と体格の虜になった男は多い。言いたいことがあると堂々と口に出す性格でもあり、周囲に生意気な印象を与えることが多い。
- 井上美保

声：草地章江
2002年5月26日生まれ、血液型はAB型。身長163cm、B 85 / W 58 / H 86。年齢17歳
アマチュアバンド出身で自ら作曲もこなすミュージシャン。ボーイッシュでさっぱりとした性格だが、女の子らしい気配りも持つ。
- 萩原亮子

声：池澤春菜
2001年8月13日生まれ、血液型はA型。身長162cm、B 86 / W 59 / H 86。年齢18歳
子どもの頃から、非凡な演技力で天才子役の名をほしいままにしてきた清純派女優。有名子役は大成しないというジンクスを破るべく、活動の範囲を広げている。丁寧な言葉遣いで鷹揚な性格だが、演技をしていない時にはぼんやりしていることが多い。

#### 事務所関係者
- 敷島幸太郎

声：大塚明夫
- 新城奈緒美

声：山口由里子
- 伊東亜紀

声：冨永みーな
演出家として活躍しており、アイの演技指導を担当している。
- 藤村さおり

声：笠原弘子
声楽家として活躍しており、アイの歌唱指導を担当している。
- 田中久美

声：かないみか
舞踏家として活躍しており、アイのダンスの指導を担当している。

### 関連商品

#### サウンドトラックCD
ユーメックス / 東芝EMI
ボーカルアルバム
DEBUT 21 〜デビュー21〜 Vocal Collection
1998年2月11日発売 TYCY-5587

シングルCD
STEEL DREAM　神崎アイ
1997年10月29日発売 TYDY-2097
とびっきりピュア・ラブ　真木ちさ
1997年10月29日発売 TYDY-2098
出来心　坂井ゆう子
1997年10月29日発売 TYDY-2099
ローズマリーのように　沢田ゆり
1997年10月29日発売 TYDY-2100
Get My Heart　井上美保
1997年10月29日発売 TYDY-2101
ひとりぼっちのバースデー　萩原亮子
1997年10月29日発売 TYDY-2102
出演キャラクター名義によるシングルCD。それぞれ表題曲とオリジナルカラオケの２曲（神崎アイのみカップリング曲とそのカラオケ含む４曲）収録。

#### 関連出版物
ガイドブック
DEBUT21公式ガイドブック Diary of AI（ジャック・ショウ プロダクション編著 / メディアファクトリー〈じゅげむBOOKS〉）
1998年10月初版 ISBN 4889916571
攻略情報、設定資料と、本編で語られなかった出来事やキャラの心情が綴られる日記調小説『Ai's diary』で構成されている。